# أكمية مشطية
أكمية مشطية (الاسم العلمي: Aechmea corymbosa) هو نوع نباتي يتبع جنس الأكمية من فصيلة البروميلية.